# ミカエル・ジャン
ミカエル・ジャン（フランス語: Michaëlle Jean, 1957年9月6日 - ）は、第27代カナダ総督（在任：2005年9月27日 - 2010年10月1日）を務めた。ハイチ系カナダ人。CBC（カナダ放送協会）の元ニュースキャスター。現在は枢密院枢密顧問官。
2005年8月4日に就任が決定し、カナダの女性総督としては3人目となった。黒人としては初めてのカナダ総督となった。初の中国系総督エイドリアン・クラークソンの後を引き継ぎ、ポール・マーティン首相に指名され、エリザベス2世に承認された。総督はカナダ女王の代理を務める事実上カナダの元首であり、カナダ軍の名目上の最高司令官 (Commander-in-Chief) を兼ねる。総督としての任期終了後、現在は枢密院枢密顧問官（終身職）。

## 経歴
ハイチのポルトープランスに生まれる。ジャンが最近和解した父はフランソワ・デュヴァリエ政権の下で拷問を受け、30年間家族と隔離された哲学者だった。1968年にデュヴァリエ独裁政権下のハイチから難民として逃れた。家族はセットフォード・マインズに移住した。幼少期はカナダで少数の黒人であったために差別を受けたという。
モントリオール大学でイタリア語、スペイン語、文学の学位を得、その後1984年から1986年まで修士学位を得ようとイタリアの比較文学の研究をした。その後もフィレンツェ大学、ペルージャ大学、サクロ・クオーレ・カトリック大学などで文学と言語の研究のために学んだ。
その傍ら、1979年から1987年にかけてジャンは暴力を受けた女性のシェルターで働いた。後にはカナダの女性とこどものシェルターのネットワークの設立を支援した。また、カナダへの移民を支援する組織でも働き、後にケベック州文化社会委員会でカナダの雇用と移民のために働いた。そして移民女性としての経験を書き始めた。
フランス生まれの映画製作者ジャン＝ダニエル・ラフォンとの結婚によりカナダとフランスの二重国籍を保持していたが、カナダ総督への就任に際し「カナダ総督および最高司令官としての職責に照らして」フランスの市民権を自発的に放棄した。
また、2007年8月にはカナダ軍最高司令官として、アフガニスタンで作戦中の部隊を訪問した。
2009年7月に訪日、明仁天皇と会談した。
2010年のハイチ地震に際して、カナダ政府とメディアに対し支援要請と感謝を表明し、総督としてハイチに対する強力なメッセージを打ち出した。翌月のバンクーバーオリンピックでは、カナダ総督として国際オリンピック委員会公用語の一つでもあるフランス語と英語の双方で開会宣言を行った。その後ハイチ訪問を実現。
総督としての任期終了後は2012年9月より、伝統として終身職である枢密院枢密顧問官に就いている。
2015年1月より、フランコフォニー国際機関の事務総長を務めたが、自邸の改装への50万米ドルへの流用など私的と疑われる高額支出の数々が批判に遭い、再選されることなく2018年にて4年の任期を終了。

## 人物

ミカエル・ジャンの紋章

英語とフランス語の他にイタリア語、スペイン語、ハイチ・クレオールが流暢で、ポルトガル語を読むことができる。
詩人のルネ・ドゥペストルは叔父にあたる。ハイチから養子として迎えた一人娘マリ＝エダンがいる。ハイチ生まれであることを表現したジャンの個人紋章には、2体の人魚と貝があしらわれ、鎖は黒人奴隷の歴史を表している。